# Сезон ФК «Чорноморець» (Одеса) 2021—2022
Сезон ФК «Чорноморець» (Одеса) 2021–2022 — 31-й сезон одеського футбольного клубу «Чорноморець» у чемпіонатах України та 84-й сезон в історії клубу. «Моряки» в 26-й раз зіграли у найвищому дивізіоні українського футболу. 12-й раз команда зіграла у Прем'єр-лізі України.

## Клуб
13 жовтня 2021 року ЗМІ повідомили що база клубу, СОК «Люстдорф», буде виставлена на продаж через борги власника клубу.

### Спонсори та екіпірування
23 липня 2021 року «моряки» презентували нового титульного спонсора — фірму «Parimatch», і нового виробника форми — фірму «Kelme». Одночасно «Чорноморець» презентував нові комплекти форми. 30 грудня 2021 року ФК «Чорноморець» оголосив, що 1 січня 2022 року група компаній «Vertex United» стане новим генеральним партнером одеського клубу.
| Базовий зразок / Домашня форма | Базовий зразок / Виїзна · форма |

### Тренерський склад
23 червня 2021 року прес-служба клубу повідомила, що екс-тренер молодіжної команди «Динамо» (Київ) U-21 Юрій Мороз очолив одеський «Чорноморець». У тренерський штаб «моряків» також увійшли Сергій Шматоваленко і Андрій Анненков, які, як і Мороз, раніше працювали в київському «Динамо» (U-21 і U-19).
В кінці грудня 2021 року було офіційно повідомлено, що з 1 січня 2022 року новим головним тренером чоловічої команди буде Роман Григорчук.
| Посада                  | Ім'я                |
| ----------------------- | ------------------- |
| Головний тренер         | Роман Григорчук     |
| Головний тренер         | Юрій Мороз          |
| Тренер                  | Олексій Антонов     |
| Тренер                  | Олексій Гай         |
| Тренер                  | Михайло Савка       |
| Тренер                  | Степан Матвіїв      |
| Тренер                  | Сергій Шматоваленко |
| Тренер                  | Андрій Анненков     |
| Тренер                  | Сергій Дем'янець    |
| Тренер воротарів        | Андрій Глущенко     |
| Тренер воротарів        | Євген Боровик       |
| Тренер по фізпідготовці | Вікторія Самар      |
| Тренер по фізпідготовці | Ігор Касьяненко     |
| Тренер-методіст         | Валерій Поркуян     |

### Гравці
29 липня 2021 року захисник Мохаммед Кадірі став першим легіонером з Гани в історії одеського клубу. 18 лютого 2022 року захисник Манджрекар Джеймс став першим канадським легіонером в історії одеського клубу.

#### Пішли з клубу
| Дата                 | Позиція     | Футболіст             | Наступний клуб          | Умови                         |
| -------------------- | ----------- | --------------------- | ----------------------- | ----------------------------- |
| Літо / Осінь 2021 р. |             |                       |                         |                               |
| 30 червня 2021       | захисник    | Євген Зубейко         | «Вікторія» (Миколаївка) | вільний агент                 |
| 30 червня 2021       | захисник    | Віктор Лиховидько     | «Минай»                 | вільний агент                 |
| 30 червня 2021       | захисник    | Станіслав Микицей     | «Маріуполь»             | вільний агент                 |
| 30 червня 2021       | півзахисник | Владислав Клименко    | «Маріуполь»             | вільний агент                 |
| 30 червня 2021       | півзахисник | Рінар Валєєв          | «Перемога» (Дніпро)     | вільний агент                 |
| 30 червня 2021       | півзахисник | Артем Ковбаса         | «Олімпік» (Донецьк)     | вільний агент                 |
| 30 червня 2021       | півзахисник | Артем Козак           | «Полісся» (Житомир)     | вільний агент                 |
| 30 червня 2021       | захисник    | Дмитро Поспєлов       | «Інгулець» (Петрове)    | вільний агент                 |
| 30 червня 2021       | захисник    | Міха Горопевшек       | «Етнікос» (Ахна)        | вільний агент                 |
| 30 червня 2021       | півзахисник | Максим Мельничук      | → «Інгулець» (Петрове)  | завершення оренди             |
| 30 червня 2021       | нападник    | Роман Яловенко        | «Олімпік» (Донецьк)     | вільний агент                 |
| 30 червня 2021       | воротар     | Богдан Курілко        |                         | вільний агент                 |
| 30 червня 2021       | захисник    | Роман Бодня           | «Динамо» (Київ)         | завершення оренди             |
| 30 червня 2021       | півзахисник | Артур Ващишин         | «Динамо» (Київ)         | завершення оренди             |
| 21 липня 2021        | півзахисник | Дмитро Коркішко       | «Актобе»                | вільний агент                 |
| 22 липня 2021        | півзахисник | Андрій Якимів         | «Інгулець» (Петрове)    | вільний агент                 |
| 23 липня 2021        | воротар     | Роман Підківка        | «Інгулець» (Петрове)    | вільний агент                 |
| 3 серпня 2021        | захисник    | Дмитро Гейко          | → «Балкани» (Зоря)      | оренда                        |
| Зима 2022 р.         |             |                       |                         |                               |
| 1 січня 2022         | півзахисник | Богдан Білошевський   | «Олександрія»           | завершення оренди             |
| 1 січня 2022         | захисник    | Роман Вантух          | → «Дніпро-1»            | завершення оренди             |
| 1 січня 2022         | півзахисник | Євгеній Смирний       | «Зоря» (Луганськ)       | завершення оренди             |
| 1 січня 2022         | нападник    | Євгеній Ісаєнко       | → «Колос» (Ковалівка)   | завершення оренди             |
| 1 січня 2022         | півзахисник | Юрій Тлумак           | «Зоря» (Луганськ)       | завершення оренди             |
| 1 січня 2022         | захисник    | Даніл Скорко          | «Зоря» (Луганськ)       | завершення оренди             |
| 1 січня 2022         | нападник    | Даниїл Сухоручко      | «Нива» (Тернопіль)      | завершення оренди             |
| 1 січня 2022         | півзахисник | Ярослав Надольський   |                         | завершення оренди             |
| 1 січня 2022         | півзахисник | Вадим Мащенко         | «Йонава»                | завершення оренди             |
| 1 січня 2022         | захисник    | Петро Долгов          |                         | вільний агент                 |
| 7 січня 2022         | півзахисник | Артур Авагімян        | «Олександрія»           | 150 000 €                     |
| 14 січня 2022        | нападник    | Владислав Бугай       | «Львів»                 | вільний агент                 |
| 30 січня 2022        | воротар     | Владислав Кучерук     | «Динамо» (Київ)         | завершення оренди             |
| 30 січня 2022        | півзахисник | Абдул Кадірі Мохаммед | «Динамо» (Київ)         | завершення оренди             |
| 30 січня 2022        | захисник    | Валерій Дубко         | «Ворскла» (Полтава)     | завершення оренди             |
| 30 січня 2022        | захисник    | Денис Кузик           | «Динамо» (Київ)         | завершення оренди             |
| 30 січня 2022        | нападник    | Владислав Ванат       | «Динамо» (Київ)         | завершення оренди             |
| 7 лютого 2022        | воротар     | Олексій Паламарчук    | «Гірник-Спорт»          | вільний агент                 |
| 28 лютого 2022       | півзахисник | Борислав Цонев        | → «Славія» (Софія)      | оренда; через війну           |
| 28 лютого 2022       | нападник    | Мартін Петков         | «Славія» (Софія)        | вільний агент; через війну    |
| Весна 2022 р.        |             |                       |                         |                               |
| 4 березня 2022       | півзахисник | Бека Вачіберадзе      | → «Торпедо» (Кутаїсі)   | оренда; через війну           |
| 14 березня 2022      | півзахисник | Вандерсон Мараньян    | → «Паневежис»           | оренда; через війну           |
| 23 березня 2022      | захисник    | Дуглас Бергквіст      | → «Кальмар»             | оренда; через війну           |
| 31 березня 2022      | захисник    | Ілія Мартинович       | → «Дечич»               | оренда; через війну           |
| 5 квітня 2022        | півзахисник | Георгій Цітаішвілі    | «Динамо» (Київ)         | завершення оренди через війну |
| 25 квітня 2022       | півзахисник | Руді Пожег Ванцаш     | → «Тобол»               | оренда; через війну           |

#### Прийшли в клуб
| Дата                 | Позиція     | Футболіст             | Попередній клуб       | Умови         |
| -------------------- | ----------- | --------------------- | --------------------- | ------------- |
| Літо / Осінь 2021 р. |             |                       |                       |               |
| 21 липня 2021        | воротар     | Владислав Кучерук     | → «Колос» (Ковалівка) | → оренда      |
| 21 липня 2021        | захисник    | Даніл Скорко          | «Динамо» (Київ)       | → оренда      |
| 21 липня 2021        | захисник    | Денис Кузик           | «Динамо» (Київ)       | → оренда      |
| 21 липня 2021        | півзахисник | Євген Смирний         | → «Колос» (Ковалівка) | → оренда      |
| 21 липня 2021        | півзахисник | Георгій Цітаішвілі    | → «Ворскла» (Полтава) | → оренда      |
| 21 липня 2021        | півзахисник | Микола Михайленко     | «Динамо» (Київ)       | → оренда      |
| 21 липня 2021        | півзахисник | Юрій Тлумак           | «Динамо» (Київ)       | → оренда      |
| 21 липня 2021        | півзахисник | Богдан Білошевський   | → «Десна» (Чернігів)  | → оренда      |
| 21 липня 2021        | півзахисник | Ярослав Надольський   | «Динамо» (Київ)       | → оренда      |
| 21 липня 2021        | нападник    | Євген Ісаєнко         | → «Колос» (Ковалівка) | → оренда      |
| 23 липня 2021        | нападник    | Владислав Ванат       | «Динамо» (Київ)       | → оренда      |
| 26 липня 2021        | захисник    | Валерій Дубко         | «Ворскла» (Полтава)   | → оренда      |
| 29 липня 2021        | півзахисник | Абдул Кадірі Мохаммед | «Динамо» (Київ)       | → оренда      |
| 1 вересня 2021       | захисник    | Роман Вантух          | → «Олександрія»       | → оренда      |
| 3 вересня 2021       | захисник    | Крістіан Біловар      | → «Десна» (Чернігів)  | → оренда      |
| Зима 2022 р.         |             |                       |                       |               |
| 10 січня 2022        | воротар     | Євген Паст            | «Дніпро-1»            | вільний агент |
| 10 січня 2022        | півзахисник | Дмитро Юсов           | БАТЕ                  | вільний агент |
| 11 січня 2022        | захисник    | Дуглас Бергквіст      | «Кальмар»             | вільний агент |
| 11 січня 2022        | захисник    | Артем Сухоцький       | «Десна» (Чернігів)    | вільний агент |
| 11 січня 2022        | півзахисник | Микола Морозюк        | «Різеспор»            | вільний агент |
| 12 січня 2022        | півзахисник | Руді Пожег Ванцаш     | «Марибор»             | вільний агент |
| 13 січня 2022        | півзахисник | Іван Бобко            | ЛНЗ (Черкаси)         | вільний агент |
| 13 січня 2022        | захисник    | Ілія Мартинович       | «Марибор»             | вільний агент |
| 14 січня 2022        | півзахисник | Хорхе Ернандес        | «Ел-Ей Гелексі II»    | вільний агент |
| 14 січня 2022        | півзахисник | Борислав Цонев        | «Левські» (Софія)     | вільний агент |
| 15 січня 2022        | нападник    | Назарій Русин         | → «Дніпро-1»          | → оренда      |
| 16 січня 2022        | нападник    | Мартін Петков         | «Левські» (Софія)     | вільний агент |
| 25 січня 2022        | півзахисник | Орест Кузик           | «Рух» (Львів)         | вільний агент |
| 1 лютого 2022        | півзахисник | Вандерсон Мараньян    | «Вітебськ»            | 100 000 €     |
| 18 лютого 2022       | захисник    | Манджрекар Джеймс     | «Вайле»               | → оренда      |

## Хронологія сезону

### Липень2021
Передсезонні товариські матчі
- 03 липня 2021 р. «Чорноморець» (Одеса) — «Балкани» (Зоря) — 2:0[45]
- 10 липня 2021 р. «Чорноморець» (Одеса) — «Реал Фарма» (Одеса) — 3:1[46]
- 17 липня 2021 р. «Чорноморець» (Одеса) — МФК «Миколаїв» — 2:1[47]

- 25 липня 2021 р. У грі 1-го туру національної першості «Чорноморець» грав в місті Чернігів, де програв місцевій команді «Десна» з рахунком 0:3[48].
- 31 липня 2021 р. Через поганий стан поля стадіону «Чорноморець» «моряки» були вимушені зіграти свій домашній матч 2-го туру чемпіонату України в місті Дніпро[49], де вони з рахунком 0:3 програли команді «Дніпро-1»[50].

### Серпень2021
- 6 серпня 2021 р. У грі 3-го туру національної першості «Чорноморець» грав в місті Харків, де з рахунком 2:3 програв місцевому клубу «Металіст 1925»[51].
- 16 серпня 2021 р. Матч 4-го туру чемпіонату України «моряки» грали в Маріуполі, де з рахунком 3:2 перемогли місцевий ФК «Маріуполь»[52]. Свій перший гол у складі «Чорноморця» забив Микола Михайленко.
- 21 серпня 2021 р. У грі 5-го туру національної першості «Чорноморець» вперше у сезоні грав вдома, де одеська команда програла 0:3 донецькому «Шахтарю»[53].
- 27 серпня 2021 р. Матч 6-го туру чемпіонату України «моряки» вдома зіграли 2:2 проти клубу «Олександрія»[54]. Свій перший гол у складі «Чорноморця» забив Владислав Ванат. Перший гол «Чорноморця» у ворота «Олександрії» виявився ювілейним, 800-м, забитим гравцями «Чорноморця» в чемпіонатах України (УПЛ)[55].

### Вересень2021
- 12 вересня 2021 р. У грі 7-го туру національної першості «Чорноморець» грав в Ужгороді[56], де зіграв 2:2 проти команди «Минай»[57].
- 19 вересня 2021 р. Матч 8-го туру чемпіонату України «моряки» грали в Запоріжжі[58], де поступилися луганській «Зорі» з рахунком 0:3[59].
- 23 вересня 2021 р. У грі 1/16 фіналу Кубка України 2021/22 «Чорноморець» в Івано-Франківську з рахунком 4:1 переміг місцеве «Прикарпаття», i вийшов до 1/8 фіналу змагань[60]. Свій перший гол у складі одеської команди забив Євгеній Ісаєнко.
- 27 вересня 2021 р. Матч 9-го туру чемпіонату України «моряки» вдома зіграли 1:1 проти клубу «Інгулець» (Петрове)[61]. Свій перший гол у складі «Чорноморця» забив Євгеній Смирний.

### Жовтень2021
- 2 жовтня 2021 р. У грі 10-го туру національної першості «Чорноморець» програв у Ковалівці місцевому «Колосу» з рахунком 1:2[62].
- 18 жовтня 2021 р. Матч 11-го туру чемпіонату України «моряки» грали вдома, де з рахунком 0:1 програли клубу «Верес» з міста Рівне[63].
- 23 жовтня 2021 р. У грі 12-го туру національної першості «Чорноморець» вдома зіграв внічию 1:1 проти ФК «Львів»[64].
- 27 жовтня 2021 р. Матч 1/8 фіналу Кубка України 2021/22 «моряки» грали вдома, де з рахунком 0:3 програли донецькому «Шахтарю», і таким чином закінчили свої виступи у цьому змаганні[65].

### Листопад2021
- 1 листопада 2021 р. У грі 13-го туру національної першості «Чорноморець» грав у Полтаві, де зіграв внічию 0:0 з місцевим клубом «Ворскла»[66].
- 6 листопада 2021 р. Матч 14-го туру чемпіонату України «моряки» грали у Львові[67], де з рахунком 4:3 перемогли місцевий «Рух»[68]. Свої перші голи у складі «Чорноморця» забили Георгій Цітаішвілі і Юрій Тлумак.
- 19 листопада 2021 р. Домашню гру 15-го туру національної першості «Чорноморець» грав у Києві[69], де з рахунком 1:6 програв місцевому «Динамо»[70].
- 27 листопада 2021 р. Матч 16-го туру чемпіонату України «моряки» грали вдома, де з рахунком 0:1 програли клубу «Десна» (Чернігів)[71].

### Грудень2021
- 6 грудня 2021 р. Виїзну гру 17-го туру національної першості «Чорноморець» грав в Одесі[72], де з рахунком 1:3 програв команді «Дніпро-1»[73].
- 12 грудня 2021 р. Матч 18-го туру чемпіонату України «моряки» грали вдома, де з рахунком 2:1 перемогли харківський клуб «Металіст 1925»[74]. Це була перша домашня перемога одеської команди в офіційних матчах сезону.

### Січень2022
Товариські матчі
- 18 січня 2022 р. «Чорноморець» — «Лехія» (Гданськ). Перший матч – 0:0, другий матч – 2:0[75].
- 22 січня 2022 р. «Чорноморець» — «Пріштіна» (Косово) — 4:0[76].
- 23 січня 2022 р. «Чорноморець» — «Дріта» (Г'їлані) — 1:1[77].
- 26 січня 2022 р. «Чорноморець» — «Шкупі» (Скоп'є) — 1:1[78].

### Лютий2022
Товариські матчі
- 4 лютого 2022 р. «Металіст» (Харків) — «Чорноморець» — 3:3, пен. 6-5[79]
- 7 лютого 2022 р. «Полісся» (Житомир) — «Чорноморець» — 1:1, пен. 5-4[80]
- 12 лютого 2022 р. «Верес» (Рівне) — «Чорноморець» — 2:2, пен. 2-4[81]
- 17 лютого 2022 р. «Чорноморець» — «Дордой» (Бішкек) — 3:1[82]
- 24 лютого 2022 р. Чемпіонат України з футболу призупинено у зв'язку із запровадженням воєнного стану у країні[83].

### Травень2022
- 2 травня 2022 р. Виконком УАФ офіційно затвердив дострокове завершення чемпіонату УПЛ сезону 2021/2022[84].
- 8 травня 2022 р. УАФ офіційно затвердила дострокове завершення Кубку України сезону 2021/2022[85].

## Чемпіонат України
Докладніше: Чемпіонат України з футболу 2021—2022: Прем'єр-ліга

### Матчі[86]

#### Перше коло
| 1 тур 25.07.2021 / неділя | «Десна» (Чернігів)                                                       | 3 : 0               | «Чорноморець» (Одеса)                                    | Україна, Чернігів                                                                 |  |
| 19:30 EET +27°С | Селін 35' Калітвінцев 51' Калітвінцев 52' Калітвінцев 56' Завійський 80' | протокол звіт відео | Білошевський 20' Авагімян 37' Білошевський 39' Ванат 78' | Стадіон: імені Юрія Гагаріна Глядачі: 3 087 Суддя: О. Деревінський (Хмельницький) |  |
| «Десна»: Літовка - Цимбалюк, Сафронов (Жук 71'), Селін, Арвеладзе (Біловар 87'), Тотовицький (Белич 87'), Калітвінцев, Картушов , Завійський, Безбородько (Волошин 81'), Будківський (Шевцов 81') Залишилися в запасі: Сидоренко, Дегтярьов Тренер: Олександр Рябоконь «Чорноморець»: Кучерук - Авагімян (Дубко 42'), Білошевський, Вачіберадзе (Тлумак 58'), Штогрін, Скорко, Мартиненко, Кузик, Брагару (Ісаєнко 82'), Ванат (Бугай 82'), Михайленко Залишилися в запасі: Варакута, Долгов, Кравченко, Надольський Тренер: Юрій Мороз |                                                                          |                     |                                                          |                                                                                   |  |

| 2 тур 31.07.2021 / субота | «Чорноморець» (Одеса)      | 0 : 3               | «Дніпро-1» (Дніпро)                                     | Україна, Дніпро                                                            |  |
| 19:30 EET +29°С | Дубко 19' С. Кравченко 39' | протокол звіт відео | Дубінчак 22' Піхальонок 40' Дубко 51' (авт.) Адамюк 61' | Стадіон: Дніпро-Арена Глядачі: 3 100 Суддя: В. Копієвський (Кропивницький) |  |
| «Чорноморець»: Кучерук - Дубко, Кадірі, Скорко (Долгов 46'), Кузик, Михайленко, С. Кравченко (Вачіберадзе 70'), Брагару, Штогрін, Авагімян (Бугай 46'), Ванат (Ісаєнко 46') Залишилися в запасі: Варакута, Тлумак, Надольський, Сухоручко, Мащенко Тренер: Юрій Мороз «Дніпро-1»: Паст - М. Кравченко, Адамюк, Сваток , Дубінчак, Джурасек (Ігнатенко 68'), Ді Франко (Русин 62'), Піхальонок (Ярмолюк 68'), Чуже (Білл 83'), Назаренко (Когут 62'), Довбик Залишилися в запасі: Кожокару, Батагов Тренер: Ігор Йовичевич |                            |                     |                                                         |                                                                            |  |

| 3 тур 06.08.2021 / п'ятниця | «Металіст 1925» (Харків)                              | 3 : 2               | «Чорноморець» (Одеса)         | Україна, Харків                                                  |  |
| 19:30 EET +30°С | Батюшин 22' Голодюк 64' Дубко 66' (авт.) Задерака 85' | протокол звіт відео | Бугай 17' Ванат 27' Бугай 43' | Стадіон: «Металіст» Глядачі: 7 044 Суддя: А. Коваленко (Полтава) |  |
| «Металіст 1925»: Сидоренко - Жичиков (Єрмаков 81'), Ткачук, Шершень, Западня, Габелок, Протасов, Фабіньо (Ременюк 75'), Голодюк (Задерака 81'), Батюшин (Дмитренко 75'), Криськів Залишилися в запасі: Коваленко, Ченбай, Квакич, Д. Кравченко, Савін Тренер: Валерій Кривенцов «Чорноморець»: Варакута - Кадірі, Дубко, Путря (Скорко 75'), Кузик, Михайленко, Білошевський (Тлумак 67'), Брагару (Мащенко 75'), Штогрін (Авагімян 27'), Ванат, Бугай (Ісаєнко 67') Залишилися в запасі: Паламарчук, С. Кравченко, Сухоручко, Надольський Тренер: Юрій Мороз |                                                       |                     |                               |                                                                  |  |

| 4 тур 16.08.2021 / понеділок | «Маріуполь»                                                                      | 2 : 3               | «Чорноморець» (Одеса)                                                             | Україна, Маріуполь                                                       |  |
| 19:00 EET +25°С | Кулаков 13' Шостак 45' Мампассі 55' В'юнник 77' Мишньов 82' (пен.) Кулаков 90+3' | протокол звіт відео | Михайленко 16' Путря 37' Авагімян 46' Путря 55' (пен.) Цітаішвілі 62' Ванат 90+4' | Стадіон: імені Володимира Бойка Глядачі: 1 571 Суддя: С. Бойко (Іванків) |  |
| «Маріуполь»: Кудрик - Стасюк (В'юнник 62'), Мампассі, Чоботенко, Кащук, Клименко (Микицей 46'), Микитишин (Топалов 46'), Хромей (Петерман 46'), Мишньов , Очеретько (Шостак 7'), Кулаков Залишилися в запасі: Турбаєвський, Холод, Удод, Світюха Тренер: Остап Маркевич «Чорноморець»: Кучерук - Кузик, Дубко, Кадірі, Путря , Михайленко (Кравченко 73'), Білошевський (Вачіберадзе 46'), Авагімян (Брагару 73'), Бугай (Ванат 66'), Цітаішвілі, Ісаєнко (Тлумак 88') Залишилися в запасі: Варакута, Скорко, Сухоручко, Мащенко Тренер: Юрій Мороз |                                                                                  |                     |                                                                                   |                                                                          |  |

| 5 тур 21.08.2021 / субота | «Чорноморець» (Одеса) | 0 : 3               | «Шахтар» (Донецьк)                          | Україна, Одеса                                                    |  |
| 19:30 EET +26°С | Білошевський 13'      | протокол звіт відео | Судаков 34' Алан Патрік 45+5' Соломон 90+3' | Стадіон: «Чорноморець» Глядачі: 12 351 Суддя: Д. Шурман (Вишневе) |  |
| «Чорноморець»: Кучерук - Кузик, Дубко, Кадірі, Путря (Скорко 84'), Михайленко, Білошевський, Авагімян (Тлумак 78'), Вачіберадзе (Кравченко 78'), Брагару (Ісаєнко 68'), Бугай (Ванат 68') Залишилися в запасі: Варакута, Мащенко, Сухоручко Тренер: Юрій Мороз «Шахтар»: Пятов - Ісмаїлі (Корнієнко 63'), Матвієнко (Вітао 63'), Кривцов, Конопля, Алан Патрік (Маркос Антоніо 63'), Степаненко, Мудрик, Судаков (Соломон 70'), Марлос, Сікан (Дентіньо 80') Залишилися в запасі: Шевченко, Додо, Тете, Траоре Тренер: Роберто Де Дзербі |                       |                     |                                             |                                                                   |  |

| 6 тур 27.08.2021 / п'ятниця | «Чорноморець» (Одеса)                                             | 2 : 2               | «Олександрія»                           | Україна, Одеса                                                 |  |
| 19:30 EET +24°С | Брагару 16' Михайленко 32' Авагімян 68' Ванат 76' Сухоручко 90+3' | протокол звіт відео | Бабогло 18' Третьяков 73' Устименко 84' | Стадіон: «Чорноморець» Глядачі: 3 266 Суддя: О. Шандор (Львів) |  |
| «Чорноморець»: Кучерук - Тлумак, Путря, Авагімян (Скорко 87'), Кравченко (Ванат 62'), Бугай (Смирний 62'), Ісаєнко (Сухоручко 87'), Кузик, Дубко, Брагару (Цітаішвілі 70'), Михайленко Залишилися в запасі: Варакута, Дихтярук, Паламарчук Тренер: Юрій Мороз «Олександрія»: Білик, Цуріков, Бабогло, Ковалець (Мустафаєв 80'), Калюжний (Рибалка 46'), Спінеллі (Устименко 62'), Третьяков, Мірошниченко, Кожушко (Одарюк 46'), Демченко, Дубра Залишилися в запасі: Єрмаков, Мельник, Стецьков, Дришлюк, Копина Тренер: Юрій Гура |                                                                   |                     |                                         |                                                                |  |

| 7 тур 12.09.2021 / неділя | «Минай»                                           | 2 : 2               | «Чорноморець» (Одеса)             | Україна, Ужгород                                                         |  |
| 14:00 EET +29°С | Байдал 42' (пен.) Вишневський 54' Селезньов 90+1' | протокол звіт відео | Вантух 41' Ванат 57' Авагімян 64' | Стадіон: «Авангард» Глядачі: 2 300 Суддя: О. Деревінський (Хмельницький) |  |
| «Минай»: Кучер - Синьогуб, Лиховідько, Векляк, Книш (Гончар 31'), Хахльов, Байдал (Багайоко 90'), Коваленко (Горін 46'), Петрусенко, Месхі (Кобак 66'), Вишневський (Селезньов 66') Залишилися в запасі: Пеньков, Станкович, Бодня, Семенко Тренер: Василь Кобін «Чорноморець»: Кучерук - Кадірі (Тлумак 60'), Дубко, Вантух, Путря (Скорко 88'), Кравченко , Михайленко, Цитаішвілі, Авагімян (Вачіберадзе 88'), Ісаєнко (Брагару 60'), Ванат (Бугай 78') Залишилися в запасі: Варакута, Біловар, Сухоручко Тренер: Юрій Мороз |                                                   |                     |                                   |                                                                          |  |

| 8 тур 19.09.2021 / неділя | «Зоря» (Луганськ)                                                      | 3 : 0               | «Чорноморець» (Одеса)       | Україна, Запоріжжя                                                    |  |
| 19:30 EET +17°С | Кабаєв 2' Фаворов 38' Гладкий 45+1' (пен.) Кабаєв 56' Аллах'яр 89' 89' | протокол звіт відео | Михайленко 12' Авагімян 82' | Стадіон: «Славутич-Арена» Глядачі: 1 367 Суддя: Є. Арановський (Київ) |  |
| «Зоря»: Мацапура - Фаворов, Імереков, Цвек, Хомченовський , Назарина, Громов (Луньов 90+2'), Кочергін, Булеца (Снурніцин 90+2'), Гладкий (Аллахяр 67'), Кабаєв (Крістіан 81') Залишилися в запасі: Жилкін, Руфаті, Алібеков, Казаков, Фрімпонг Тренер: Віктор Скрипник «Чорноморець»: Паламарчук - Путря, Кадірі, Дубко, Вантух (Скорко 71'), Кравченко (Тлумак 46'), Михайленко (Вачіберадзе 78'), Цітаішвілі, Авагімян, Брагару (Ісаєнко 46'), Ванат Залишилися в запасі: Кучерук, Біловар, Сухоручко, Білошевський, Варакута Тренер: Юрій Мороз |                                                                        |                     |                             |                                                                       |  |

| 9 тур 27.09.2021 / понеділок | «Чорноморець» (Одеса)                           | 1 : 1               | «Інгулець» (Петрове)                            | Україна, Одеса                                                     |  |
| 19:30 EET +14°С | Смирний 39' Смирний 52' Путря 54' Кравченко 73' | протокол звіт відео | Ковальов 76' Поспєлов 77' Бартулович 87' (пен.) | Стадіон: «Чорноморець» Глядачі: 2 670 Суддя: Д. Кривушкін (Харків) |  |
| «Чорноморець»: Кучерук - Путря, Кадірі (Вачіберадзе 70'), Дубко, Вантух, Михайленко, Кравченко (Ісаєнко 78'), Цітаішвілі, Смирний (Тлумак 60'), Авагімян (Брагару 78'), Ванат (Бугай 70') Залишилися в запасі: Варакута, Біловар, Скорко, Долгов Тренер: Юрій Мороз «Інгулець»: Гальчук - Асмелаш, Поспєлов, Ковальов , Опанасенко (Мельничук 15'), Запорожець, Коваленко (Плохотнюк 58'), Полегенько, Козак (Бартулович 82'), Шарай, Сітало (Гопей 82') Залишилися в запасі: Шуст, Салем, Шишка, Головкін, Павлов Тренер: Сергій Лавриненко |                                                 |                     |                                                 |                                                                    |  |

| 10 тур 02.10.2021 / субота | «Колос» (Ковалівка)                 | 2 : 1               | «Чорноморець» (Одеса)                         | Україна, Ковалівка                                         |  |
| 14:00 EET +16°С | Лисенко 15' Павловець 16' Ренан 58' | протокол звіт відео | Смирний 29' Дубко 34' Смирний 83' Брагару 88' | Стадіон: «Колос» Глядачі: 1 843 Суддя: Я. Козик (Мукачево) |  |
| «Колос»: Фесюн - Саків (Петров 50'), Чорноморець, Новак, Павловець, Ільїн, Нурієв (Мілько 73'), Костишин, Задоя, Чурко (Ренан 57'), Лисенко (Сітчінава 57') Залишилися в запасі: Маханьков, Ром, Гавриш, Нгамба, Сілва Тренер: Сергій Кузнєцов (в.о.) «Чорноморець»: Кучерук - Вантух, Дубко, Кадірі, Путря , Авагімян (Брагару 83'), Михайленко, Смирний, Цітаішвілі, Ісаєнко, Ванат (Бугай 77') Залишилися в запасі: Варакута, Біловар, Скорко, Долгов, Тлумак, Вачіберадзе, Білошевський Тренер: Юрій Мороз |                                     |                     |                                               |                                                            |  |

| 11 тур 18.10.2021 / понеділок | «Чорноморець» (Одеса)                                          | 0 : 1               | «Верес» (Рівне)                                    | Україна, Одеса                                                            |  |
| 19:30 EET +10°С | · Смирний 33' · Путря 36' · Путря 66' (пен.) · Вачіберадзе 87' | протокол звіт відео | Є. Пасіч 17' Кучеров 20' Панасенко 39' Когут 90+1' | Стадіон: «Чорноморець» Глядачі: 1 309 Суддя: Д. Шурман (Київська область) |  |
| «Чорноморець»: Кучерук - Вантух, Біловар, Кадірі (Дубко 46'), Путря , Авагімян (Кузик 74'), Михайленко, Смирний, Цітаішвілі, Ісаєнко (Вачіберадзе 82'), Ванат (Бугай 74') Залишилися в запасі: Варакута, Долгов, Тлумак, Кравченко, Брагару Тренер: Юрій Мороз «Верес»: Когут - Нємчанінов, Гончаренко, Мірошник, Солдат, Полюлях (Махнєв 88'), Кучеров, Г. Пасіч (Дахновський 88'), Панасенко (Петько 72'), Є. Пасіч (Тимофієнко 81'), М. Шестаков (Сергійчук 72') Залишилися в запасі: Кичак, С. Шестаков, Гечев, Гегедош Тренер: Юрій Вірт |                                                                |                     |                                                    |                                                                           |  |

| 12 тур 23.10.2021 / субота | «Чорноморець» (Одеса)                                   | 1 : 1               | «Львів»                                      | Україна, Одеса                                                  |  |
| 19:30 EET +17°С | Путря 39' Цітаішвілі 55' Вачіберадзе 66' Михайленко 71' | протокол звіт відео | Брікнер 31' Зозуля 54' Ернест 77' Грисьо 86' | Стадіон: «Чорноморець» Глядачі: 1 150 Суддя: О. Солов'ян (Київ) |  |
| «Чорноморець»: Кучерук, Дубко, Біловар, Вантух, Путря , Кузик (Авагімян 70'), Михайленко, Вачіберадзе (Ісаєнко 70'), Смирний, Цітаішвілі, Бугай (Ванат 70') Залишилися в запасі: Паламарчук, Скорко, Долгов, Тлумак, Кравченко, Брагару Тренер: Юрій Мороз «Львів»: Ільющенков, Брікнер, Романчук, Лека, Якимець (Ременяк 58'), Чірьяк (Нич 58'), Довгий , Зозуля (Грисьо 75'), Ернест, Політило, Альваро (Семенів 67') Залишилися в запасі: Костик, Крушинський, Сорокін, Бусько, Шина Тренер: Олег Дулуб |                                                         |                     |                                              |                                                                 |  |

| 13 тур 01.11.2021 / понеділок | «Ворскла» (Полтава)               | 0 : 0               | «Чорноморець» (Одеса)                            | Україна, Полтава                                                                             |  |
| 19:30 EET +8°С | Степанюк 22' Пешич 23' Пуцлін 71' | протокол звіт відео | Скорко 45' Ісаєнко 68' Смирний 81' Брагару 90+4' | Стадіон: «Ворскла» імені О. Бутовського Глядачі: 3 129 Суддя: О. Деревінський (Хмельницький) |  |
| «Ворскла»: Різник - Пердута, Тамм, Яворський, Якубу, Пуцлін, Челядін, Пешич (Кравчук 41' Чеснаков 73'), Кане, Степанюк , Рангел Залишилися в запасі: Ткаченко, Павлюк, Бондаренко, Кушніренко Тренер: Юрій Максимов «Чорноморець»: Кучерук - Скорко (Долгов 62'), Біловар, Дубко, Кузик, Вачіберадзе (Кравченко 79'), Смирний, Цітаішвілі, Ісаєнко (Тлумак 79'), Авагімян (Брагару 62'), Ванат (Бугай 88') Залишилися в запасі: Варакута, Дихтярук, Сухоручко, Мащенко Тренер: Юрій Мороз |                                   |                     |                                                  |                                                                                              |  |

| 14 тур 06.11.2021 / субота | «Чорноморець» (Одеса)                                                  | 4 : 3               | «Рух» (Львів)                                                                           | Україна, Львів                                                |  |
| 19:30 EET +9°С | Ванат 30' Авагімян 38' Кучерук 53' Цітаішвілі 57' Ванат 64' Тлумак 89' | протокол звіт відео | · Сич 40' · Борячук 54' (пен.) · Мартинюк 67' · Федорчук 71' · Федорчук 79' · Мисик 82' | Стадіон: «Арена Львів» Глядачі: 0 Суддя: Д. Панчишин (Харків) |  |
| «Чорноморець»: Кучерук - Скорко, Дубко, Біловар, Кузик, Михайленко (Кравченко 89'), Вачіберадзе (Білошевський 73'), Цітаішвілі, Авагімян (Путря 79'), Ісаєнко (Тлумак 73'), Ванат (Бугай 79') Залишилися в запасі: Варакута, Брагару, Кадірі, Долгов Тренер: Юрій Мороз «Рух»: Паньків - Сич, Мартинюк , Білий, Мисик, Карасюк, Федорчук, Альваренга (Де Розаріо 61'), Таллес, Лях (Бойчук 40'), Борячук (Руніч 61') Залишилися в запасі: Бандура, Сапуга, Притула, Стаменкович, Кухарук, Гагун Тренер: Леонід Кучук |                                                                        |                     |                                                                                         |                                                               |  |

| 15 тур 19.11.2021 / п'ятниця | «Чорноморець» (Одеса)           | 1 : 6               | «Динамо» (Київ)                                                                               | Україна, Київ                                                                    |  |
| 19:30 EET +7°С | Бугай 12' Ісаєнко 44' Кузик 53' | протокол звіт відео | Циганков 3' Буяльський 27' Вітіньо 30' Вітіньо 37' Гармаш 48' Буяльський 58' (пен.) Кулач 82' | Стадіон: «Динамо» імені В. Лобановського Глядачі: 2 780 Суддя: О. Шандор (Львів) |  |
| «Чорноморець»: Варакута - Скорко, Дубко (Кадірі 55'), Біловар, Кузик, Вачіберадзе (Михайленко 46'), Брагару (Білошевський 70'), Ісаєнко, Тлумак (Кравченко 46'), Авагімян (Штогрін 84'), Бугай Залишилися в запасі: Паламарчук, Сухоручко, Долгов Тренер: Юрій Мороз «Динамо»: Бущан - Караваєв, Кендзьора, Сирота, Миколенко, Шепелєв (Гармаш 46'), Андрієвський, Циганков (Антюх 72'), Буяльський (Лєднєв 77'), Вітіньо (де Пена 72'), Шкурін (Кулач 65') Залишилися в запасі: Бойко, Шабанов, Тимчик, Яцик Тренер: Мірча Луческу |                                 |                     |                                                                                               |                                                                                  |  |

#### Друге коло
| 16 тур 27.11.2021 / субота | «Чорноморець» (Одеса)                                        | 0 : 1               | «Десна» (Чернігів)         | Україна, Одеса                                                  |  |
| 17:00 EET +11°С | Ванат 40' Вачіберадзе 48' Вантух 59' Дубко 86' Ісаєнко 90+2' | протокол звіт відео | Тотовицький 29' Болбат 32' | Стадіон: «Чорноморець» Глядачі: 1 374 Суддя: І. Пасхал (Херсон) |  |
| «Чорноморець»: Кучерук - Путря, Кадірі (Дубко 68'), Біловар, Вантух (Кузик 68'), Михайленко (Тлумак 81'), Вачіберадзе (Кравченко 81'), Цітаішвілі, Смирний, Авагімян, Ванат (Ісаєнко 76') Залишилися в запасі: Варакута, Брагару, Білошевський, Бугай Тренер: Юрій Мороз «Десна»: Литовка - Завійський, Сафронов, Цимбалюк, Болбат, Домбровський, Калитвинцев, Волошин (Арвеладзе 46'), Тотовицький, Шевцов (Дегтярьов 71'), Будківський (Безбородько 71') Залишилися в запасі: Мисак, Жук, Масалов, Ковтун, Демяненко, Юрченко Тренер: Олександр Рябоконь |                                                              |                     |                            |                                                                 |  |

| 17 тур 06.12.2021 / понеділок | «Дніпро-1» (Дніпро)                                                      | 3 : 1               | «Чорноморець» (Одеса)                                                        | Україна, Одеса                                                             |  |
| 19:30 EET +10°С | Нельсон 15' Піхальонок 19' Назаренко 54' Довбик 64' (пен.) Ігнатенко 75' | протокол звіт відео | Ісаєнко 12' Авагімян 22' Вачіберадзе 33' Цітаїшвілі 41' Путря 51' Кадірі 78' | Стадіон: «Чорноморець» Глядачі: 1 100 Суддя: М. Балакін (Київська область) |  |
| «Дніпро-1»: Кожокару - Дубінчак, Нельсон, Сваток , М. Кравченко (Лучкевич 70'), Ігнатенко, Піхальонок, Назаренко (Ді Франко 55'), Гуцуляк, Джурасек (Чуже 90+1'), Довбик Залишилися в запасі: Юрчук, Логінов, Адамюк, Білл, Когут, Русін Тренер: Ігор Йовичевич «Чорноморець»: Кучерук - Кузик, Дубко, Біловар, Путря (Вантух 73'), Авагімян (Брагару 84'), Вачіберадзе (Кадірі 73'), Смирний, Цітаїшвілі, Ісаєнко (Бугай 80'), Ванат (Тлумак 80') Залишилися в запасі: Варакута, Долгов, Білошевський, Штогрін Тренер: Юрій Мороз |                                                                          |                     |                                                                              |                                                                            |  |

| 18 тур 12.12.2021 / неділя | «Чорноморець» (Одеса)       | 2 : 1               | «Металіст 1925» (Харків)                                        | Україна, Одеса                                                             |  |
| 14:00 EET +7°С | Авагімян 3' С. Кравченко 6' | протокол звіт відео | Ткачук 33' Марлісон 57' (пен.) Савін 70' Шершень 80' Ченбай 85' | Стадіон: «Чорноморець» Глядачі: 1 398 Суддя: А. Романюк (Івано-Франківськ) |  |
| «Чорноморець»: Кучерук - Кузик, Дубко (Кадірі 67'), Біловар, Путря (Вантух 78'), Авагімян (Брагару 78'), Смирний, С. Кравченко , Цітаїшвілі, Ісаєнко (Білошевський 87'), Ванат (Бугай 67') Залишилися в запасі: Варакута, Скорко, Штогрін, Тлумак Тренер: Юрій Мороз «Металіст 1925»: Сидоренко - Ченбай, Шершень, Ткачук, Єрмаков, Габелок, Ременюк, Задерака, Криськів (Батюшин 80'), Савін (Фабіньо 80'), Марлісон (Островський 87') Залишилися в запасі: Шеліхов, Кверквелія, Западня, Потімков, Квакіч, Протасов Тренер: Валерій Кривенцов |                             |                     |                                                                 |                                                                            |  |

### Загальна статистика
| Загалом | Загалом | Загалом | Загалом | Загалом | Загалом | Загалом | Загалом | Вдома | Вдома | Вдома | Вдома | Вдома | Вдома | На виїзді | На виїзді | На виїзді | На виїзді | На виїзді | На виїзді |
| І       | В       | Н       | П       | ГЗ      | ГП      | РГ      | О       | В     | Н     | П     | ГЗ    | ГП    | РГ    | В         | Н         | П         | ГЗ        | ГП        | РГ        |
| ------- | ------- | ------- | ------- | ------- | ------- | ------- | ------- | ----- | ----- | ----- | ----- | ----- | ----- | --------- | --------- | --------- | --------- | --------- | --------- |
| 18      | 3       | 5       | 10      | 20      | 40      | −20     | 14      | 2     | 3     | 6     | 12    | 25    | −13   | 1         | 2         | 4         | 8         | 15        | −7        |

## Кубок України
Докладніше: Кубок України з футболу 2021—2022

### Матчі[86]
| 1/16 фіналу 23.09.2021 / четвер | «Прикарпаття» (Івано-Франківськ)    | 1 : 4               | «Чорноморець» (Одеса)                                                                                 | Україна, Івано-Франківськ                                  |  |
| 17:00 EET +14°С | Кузьмин 64' Писко 89' Семотюк 90+2' | протокол звіт відео | Брагару 11' Бугай 18' Ісаєнко 21' Дубко 30' Авагімян 35' Скорко 38' Ісаєнко 50' Брагару 78' Бугай 82' | Стадіон: «Рух» Глядачі: 2 400 Суддя: Р. Блавацький (Львів) |  |
| «Прикарпаття»: Новак - Пастух, Лень, Квасний, Д. Мащенко (Писко 46'), Геник (Семотюк 57'), Толочко, Воробчак (Волошинович 74'), Кузьмин, Цюцюра (Сондей 57'), Дитко (Барчук 46') Залишилися в запасі: Піцан, Хома, Рудюк, Матушевський Тренер: Олег Рипан «Чорноморець»: Варакута - Біловар, Дубко (Білошевський 70'), Скорко (Путря 81'), Долгов, Вачіберадзе , Тлумак (Смирний 70'), Ісаєнко, Авагімян (Цітаішвілі 70'), Брагару (Вантух 86'), Бугай Залишилися в запасі: Кучерук, Михайленко, Ванат, Тилінський Тренер: Юрій Мороз |                                     |                     | |                                                            |  |

| 1/8 фіналу 27.10.2021 / середа | «Чорноморець» (Одеса)                       | 0 : 3               | «Шахтар» (Донецьк)                                        | Україна, Одеса                                                 |  |
| 19:30 EET +10°С | Смирний 15' Цітаішвілі 65' Михайленко 90+2' | протокол звіт відео | Конопля 37' Фернандо 64' Маркос Антоніо 72' Дентіньйо 81' | Стадіон: «Чорноморець» Глядачі: 1 472 Суддя: O. Шандор (Львів) |  |
| «Чорноморець»: Варакута - Дубко, Біловар, Кузик, Скорко, Вачіберадзе (Кравченко 85'), Брагару (Долгов 78'), Тлумак, Смирний (Михайленко 67'), Цітаішвілі (Авагімян 67'), Ванат (Бугай 78') Залишилися в запасі: Паламарчук, Ісаєнко, Мащенко, Сухоручко Тренер: Юрій Мороз «Шахтар»: Пятов - Вітао, Кривцов, Маркос Антоніо, Тете (Марлос 78'), Бондаренко, Соломон (Мудрик 69'), Судаков, Конопля (Додо 59'), Корнієнко (Ісмаїлі 59'), Фернандо (Дентіньйо 69') Залишилися в запасі: Трубін, Майкон, Сікан, Бондар Тренер: Роберто Де Дзербі |                                             |                     |                                                           |                                                                |  |

## Гравці в збірних[95]
Докладніше: Гравці ФК «Чорноморець» Одеса у футбольних збірних

2 вересня 2021 року півзахисник «Чорноморця» Георгій Цітаішвілі провів свій перший матч у складі національної збірної Грузії. 8 вересня 2021 року Георгій вийшов у стартовому складі команди Грузії у товариському матчі проти збірної Болгарії. 12 жовтня 2021 року Цітаішвілі вийшов у стартовому складі збірної Грузії у відбірковому матчі ЧС-2022 проти збірної Косова. 11 листопада 2021 року Георгій вийшов у стартовому складі команди Грузії у відбірковому матчі ЧС-2022 проти збірної Швеції.

## Виноски
1. 1 2 3 4 5  Починаючи з 1 січня 2021 року.
2. 1 2 3  23 червня – 31 грудня 2021 року.
3. 1 2  До 31 грудня 2021 року.